# Floor
Un floor est un actif financier entrant dans la famille des options sur taux d'intérêt.
Il se négocie sur les marchés financiers de gré à gré.
L'achat d'un floor, qui se fait moyennant le paiement d'une prime, permet de se fixer un niveau plancher (prix d'exercice ou strike) pour un taux révisable et de profiter d'une stabilité ou d'une hausse de ce même taux révisable.
L'achat d'un cap et la vente simultanée d'un floor de prix d'exercice différents constitue un collar.

## Exemple
Un trésorier d'entreprise dispose d'un excédent de trésorerie de 100 MEUR durant 1 an placés sur des OPCVM ayant un rendement indexé sur EURIBOR 3 mois. Il souhaite garantir un niveau minimum de rentabilité de 2,50 % à son placement sans changer de support.
Il contacte une banque et négocie avec elle l'achat d'un floor d'un montant notionnel de 100 MEUR, d'une durée de 1 an sur EURIBOR 3 mois avec un strike à 2,50 %. Il paie alors à la banque une prime.
Si l'EURIBOR baisse sous 2,50 %, ses placements seront moins rentables que prévu mais la banque contrepartie du floor lui versera une soulte qui compensera cette perte.